# Féthi Harek
Féthi Harek (Oullins, 21 ottobre 1982) è un ex calciatore algerino, di ruolo difensore.

## Carriera
Nella stagione 2012-2013 ha disputato 33 incontri in Ligue 1 con il Bastia.

## Palmarès

### Club

#### Competizioni nazionali
- Campionato francese di seconda divisione: 1

Bastia: 2011-2012
- Championnat National: 1

Bastia: 2010-2011